# Bagrationi (esposa de Juan IV de Trebisonda)
Bagrationi (en georgiano: ბაგრატიონები; c. 1415-1438) fue la primera emperatriz consorte de Juan IV de Trebisonda. Su primer nombre es desconocido.

## Primeros años
Bagrationi fue la hija de Alejandro I de Georgia y su primera esposa Dulandujt, hija de Beshken II Orbeliani. Dulandujt había muerto o fue repudiada antes de 1415, cuando Alejandro se casó con Tamar de Imericia, hija de Alejandro I de Imericia.

## Emperatriz
En aproximadamente 1426, Bagrationi se casó con Juan IV de Trebisonda. Juan era el hijo del emperador Alejo IV de Trebisonda y Teodora Cantacucena. Según el «Trebizond: The Last Greek Empire of the Byzantine Era» (1926) de William Miller, a principios de ese mismo año Juan había asesinado a un cortesano que afirmó servir como amante de su madre. Juan había intentado luego asesinar a sus propios padres, pero el personal de palacio defendió a la pareja real. Juan se exilió en Georgia. Su matrimonio fue el resultado de un intento de alianza entre Juan IV y Alejandro I.
No pudiendo asegurarse el suficiente apoyo de su suegro, Juan salió de Georgia en 1427. Se dirigió a Caffa, colonia genovesa en Crimea. En 1429, Juan fue capaz de alquilar una gran galera y su tripulación. Lideró una invasión a Trebisonda. Alejo IV se preparó para hacer frente a su hijo en el campo de batalla. Sin embargo Alejo fue asesinado durante la noche por los partidarios de su hijo. Juan procedió a suceder a su padre con Bagrationi como su emperatriz. Juan ejecutó a los asesinos de su padre con el fin de negar cualquier relación con ellos.
Su hija Teodora Gran Comnena se casó con Uzún Hasán de los Ak Koyunlu. Su maternidad ha sido cuestionada debido a que se casó con un monarca no cristiano, una práctica seguida anteriormente por las hijas ilegítimas de los emperadores, como María Paleóloga. «Dell'Imperadori Constantinopolitani», un manuscrito en la Biblioteca del Vaticano, también conocido como el «manuscrito de Massarelli», ya que se encontró en los papeles de Angelo Massarelli (1510-1566). Masarelli es más conocido como el secretario general del Concilio de Trento, que registró a diario lo ocurrido en el concilio.
Un relato de Caterino Zeno registrado en 1574 nombra a otra hija, Eudoxia-Valenza de Trebisonda. Esta Valenza fue registrada con la esposa de Niccolò Crispo, señor de Syros. Sin embargo se registra que ella tuvo una hija que se casó en 1429. Es poco probable que Juan IV y Bagrationi hayan sido los abuelos de una mujer casada solo tres años después de su propio matrimonio. Valenza está considerada probablemente como una hermana de Juan IV, en lugar de una hija.

## Muerte
Según el «Europäische Stammtafeln: Stammtafeln zur Geschichte der Europäischen Staaten» (1978) de Detlev Schwennicke, Bagrationi habría muerto en 1438. Juan IV se casó con una princesa turcomana anónima. El «Europäische Stammtafeln» considera que esta segunda mujer habría sido la hija de Dawlat Berdi, kan de la Horda de Oro. Pedro Tafur, en sus memorias de viaje, registra que cuando visitó Trebisonda en 1438, Juan IV tenía una esposa turca.